# Calle Azafrán
La calle Azafrán es una vía pública de la ciudad española de Sevilla.

## Descripción
La vía nace de la calle Santiago, cerca de la plaza de Ponce de León, y discurre hasta llegar a Muro de los Navarros. Aparece descrita en la Noticia histórica del origen de los nombres de las calles de esta ciudad de Sevilla (1839) de Félix González de León con las siguientes palabras:

Calle del Azafrán. Situada en el cuartel D. y parroquia de santa Catalina. No sé el origen de su nombre, aunque es posible que en ella se vendiese dicha semilla. Nada se encuentra de particular en esta calle que es angosta y pasa de la plaza de la Paja entrando por la de Santiago, hasta el muro de la puerta del Osario.
(González de León, 1839, p. 194)